# Sovjozni (Adiguesia)
Sovjozni (del ruso: Совхозный) es un pueblo (posiólok) del raión de Maikop en la república de Adiguesia de Rusia. Está 4 km al norte de Tulski y 8,5 km al sur de Maikop, la capital de la república. Tenía 1 346 habitantes en 2010
Es centro administrativo del municipio Pobedenskoye, al que pertenecen Grozni, Pobeda, Prichtovski, Udobni y Shaumián.